# Theaterkunst

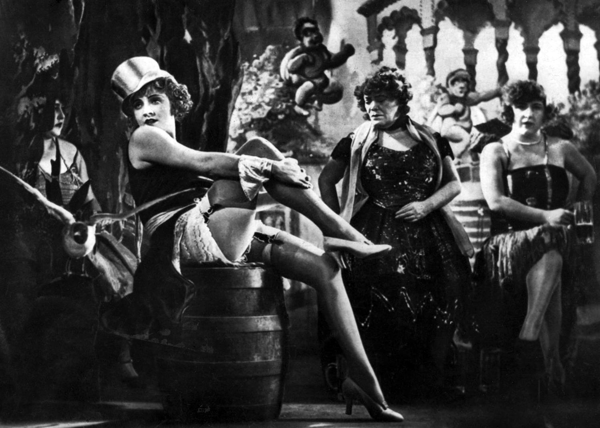
Ausstattung für Marlene Dietrich in Josef von Sternbergs Film Der Blaue Engel, 1930

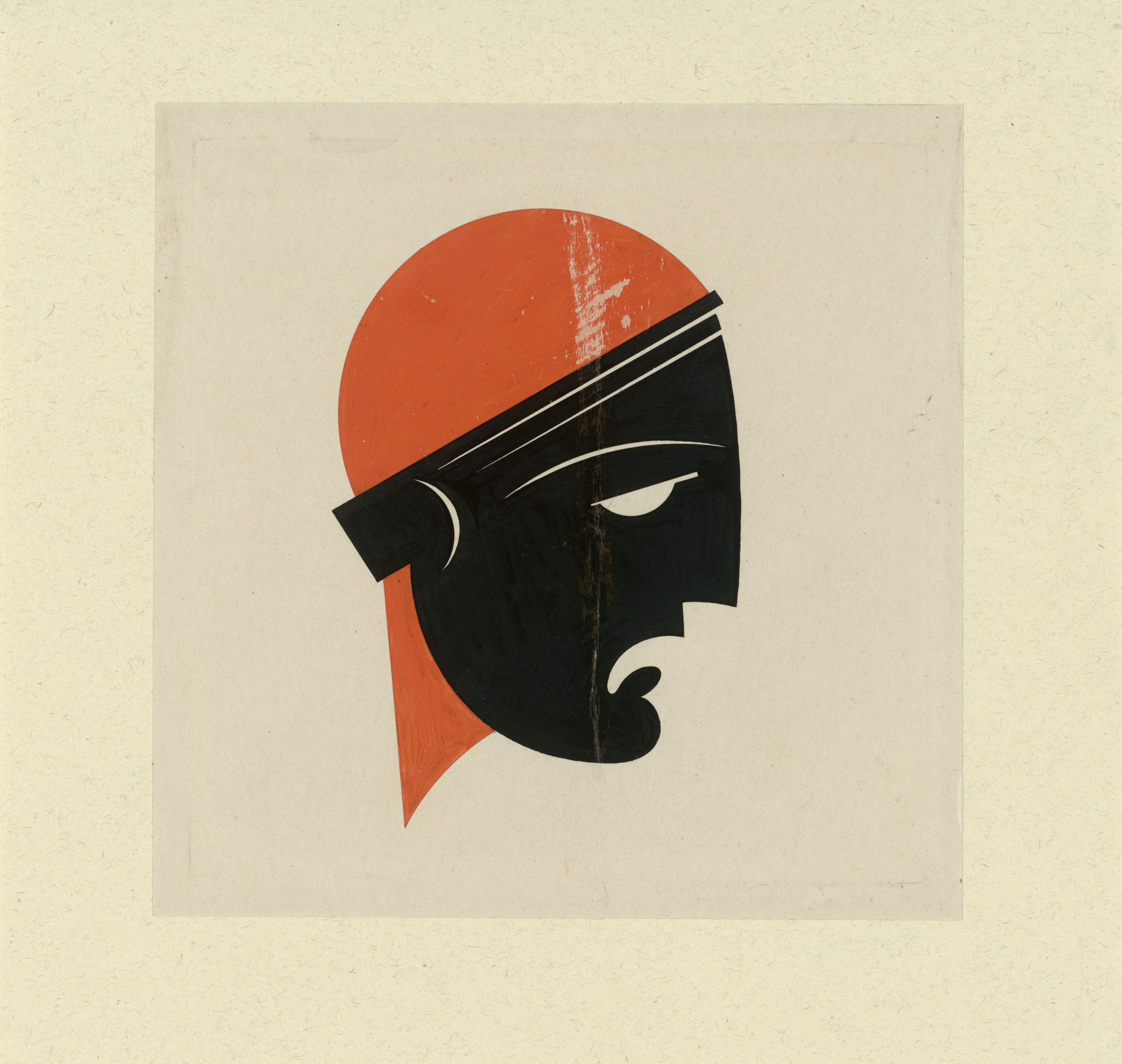
Otto Arpke, Firmenzeichen für Theaterkunst H. J. Kaufmann Co., Entwurf in Deckfarbe auf Papier, frühe 1920er-Jahre, Kunstbibliothek, Staatliche Museen zu Berlin

Die Theaterkunst GmbH ist das größte Kostümhaus Deutschlands. Das in Berlin ansässige, 1907 gegründete Unternehmen spezialisierte sich anfangs auf die Ausstattung von Theatern, Opern und Revuen. Ab 1919 wurden auch Filmproduktionen ausgestattet. Außer Bühnen- und Film-, Fernseh- und Videoproduktionen wird auch die Werbebranche aus dem etwa zehn Millionen Teile umfassenden Fundus versorgt.
Angeboten werden neben Vermietung und Beratung auch historische Recherche für originalgetreue Kostüme sowie Entwurf, Anfertigung und Anprobe der Bekleidungsstücke. Ausgestattet werden Solokünstler und komplette Komparserien.

## Geschichte
Kostüm- und Dekorationsfirmen entstanden in Berlin seit dem letzten Drittel des 19. Jahrhunderts, in einer Zeit des Aufschwungs der Berliner Konfektion, der Gründung von privaten Theatern und der Einführung der Gewerbefreiheit in Preußen 1869. Vorgänger waren die auf Kostümverleih spezialisierten Firmen Dekorationsatelier Obronski, Impekoven & Co., die Kostümfirma Germania und das Theaterkunstgewerbehaus.

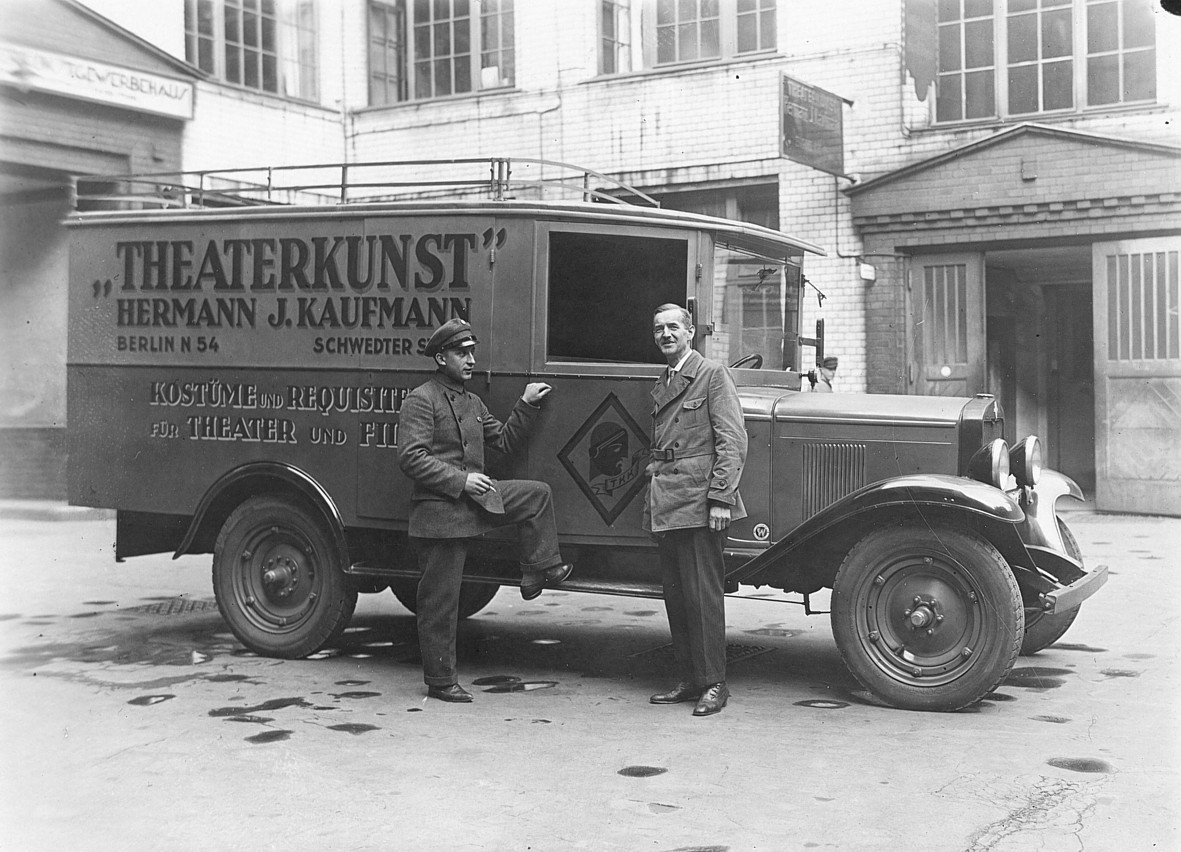
Lieferwagen der „Theaterkunst H. J. Kaufmann & Co.“, um 1930

Hermann J. Kaufmann, der den Kostümverleih während des Ersten Weltkriegs übernommen und am 1. April 1918 in „Theaterkunst H. J. Kaufmann & Co.“ umbenannt hatte, beauftragte um 1920 den Maler und Grafiker Otto Arpke mit dem Entwurf für ein Firmenzeichen, das seither in Anzeigen, Schriftwechseln und in der Außendarstellung in dieser Form verwendet wird.
Theaterkunst stattete Filme wie Fritz Langs Metropolis (1926) aus und kleidete beispielsweise Marlene Dietrich (Der blaue Engel,1929) und Henny Porten (Anna Boleyn, 1920) maßgenau ein. In den 1930er Jahren eröffneten internationale Dependancen in New York, Amsterdam, London, Kopenhagen und Stockholm. Zeitweise widmeten sich 300 Mitarbeiter der Ausstattung von Filmen und Theaterstücken.
1936 verkaufte der Gründer und Eigentümer das Unternehmen unter politischem Druck an Adolph Nau (1884–1955) und den schwedischen Zündholzkonzern Svenska Tändsticks (STAB). Als neue Geschäftsführer wurden Adolph Nau und der überzeugte Nationalsozialist Otto Wilhelm Lange (geb. 1884) eingesetzt. In dieser Zeit wurden die großen Ernst-Lubitsch- und Joe-May-Filme und Werke wie Der Kongress tanzt oder Madame Bovary ausgestattet.
Im Zweiten Weltkrieg wurde das Fabrikgebäude in der Schwedter Straße zerstört und über 25.000 Kostüme vernichtet. Zu dieser Zeit beherbergten die Betriebstätten eine Herren- und Damenschneiderei, eine Stickerei, eine Hutmacherei, eine Wäschenäherei, eine Lederzeugherstellung, eine Spitzerei, eine Stoffmalerei, eine Waffenschmiede und Schuhmacherei. 'Das Unternehmen war als kriegswichtig eingestuft und hatte auch in Kriegszeiten eine gute Auftragslage.
In den Nachkriegsjahren war das Unternehmen in beiden Teilen des geteilten Deutschlands aktiv; die Westberliner Theaterkunst GmbH hat ihren Sitz seither in der Eisenzahnstraße 43–44 in Berlin-Wilmersdorf und richtet 1952 in München einen weiteren Fundus ein. Im  Ostteil der Stadt firmierte bis 1953 der VEB Theaterkunst. In den 1990er Jahren wurden zwei weitere Häuser an den Standorten Hamburg und Köln eröffnet. Mit der Schließung der Filialen in München 2002, Köln 2008 und Hamburg 2013 blieb als Standort Berlin. Köln wurde 2019 wiedereröffnet. Im Zuge der Internationalisierung eröffnete das Unternehmen im Jahr 2019 eine Niederlassung in Warschau und 2020 in Budapest. 2023 folgten Tochtergesellschaften in Penzing und Wien. 

## Filmografie (Auswahl)
- 1919: Madame Dubarry (Ernst Lubitsch)
- 1921: Das Weib des Pharao (Ernst Lubitsch)
- 1924/25: Ben Hur (Fred Niblo)
- 1925–27: Metropolis (Fritz Lang)
- 1929/30: Der blaue Engel (Josef von Sternberg)
- 1955: Des Teufels General (Helmut Käutner)
- 1959: Die Brücke (Bernhard Wicki)
- 1961: Eins, zwei, drei (Billy Wilder)
- 1977: Das Schlangenei (Ingmar Bergman)
- 1978: Die Blechtrommel (Volker Schlöndorff)
- 1979–81: Das Boot (Wolfgang Petersen)
- 1980: Berlin Alexanderplatz (Rainer Werner Fassbinder)
- 1981: Mephisto (István Szabó)
- 1981: Fitzcarraldo (Werner Herzog)
- 1984: Paris, Texas (Wim Wenders)
- 1989: Das Spinnennetz (Bernhard Wicki)
- 1992: Stalingrad (Joseph Vilsmaier)
- 1992: Schtonk (Helmut Dietl)
- 1993: Das Geisterhaus (Bille August)
- 1995: Der Unhold (Volker Schlöndorff)
- 1998: Lola rennt (Tom Tykwer)
- 1998: Der Soldat James Ryan (Steven Spielberg)
- 2000: Duell – Enemy at the Gates (Jean-Jacques Annaud)
- 2002: Der Pianist (Roman Polanski)
- 2002: Nirgendwo in Afrika (Caroline Link)
- 2003: Die Bourne Verschwörung (Paul Greengrass)
- 2003: Rosenstraße (Margarethe von Trotta)
- 2003: Das Wunder von Bern (Sönke Wortmann)
- 2003: Good Bye, Lenin! (Wolfgang Becker)
- 2006: Das Leben der Anderen (Florian Henckel von Donnersmarck)
- 2004: Sommer vorm Balkon (Andreas Dresen)
- 2004: Alles auf Zucker! (Dani Levy)
- 2004: Gegen die Wand (Fatih Akin)
- 2006: Die Fälscher (Stefan Ruzowitzky)
- 2006: Das Bourne Ultimatum (Paul Greengrass)
- 2007/2008: Operation Walküre – Das Stauffenberg-Attentat (Bryan Singer)
- 2007/2008: Der Vorleser (Stephen Daldry)
- 2008: Buddenbrooks (Heinrich Breloer)
- 2008/2009: Das weisse Band (Michael Haneke)
- 2009: Inglourious Basterds (Quentin Tarantino)
- 2010: Shutter Island (Martin Scorsese)
- 2010/2011: In the Land of Blood and Honey (Angelina Jolie)
- 2011: Barbara (Christian Petzold)
- 2011: Hannah Arendt (Margarethe von Trotta)
- 2011: Cloud Atlas (Andy Wachowski, Tom Tykwer, Lana Wachowski)
- 2012: Anonymous (Roland Emmerich)
- 2013: Der Medicus (Philipp Stölzl)
- 2013: Die andere Heimat – Chronik einer Sehnsucht (Edgar Reitz)
- 2014: Das finstere Tal (Andreas Prochaska)
- 2014: Honig im Kopf (Til Schweiger)
- 2014: Who am I – kein System ist sicher (Baran bo Odar)
- 2015: Der Staat gegen Fritz Bauer (Lars Kraume)
- 2015: Er ist wieder da (David Wnendt)
- 2015: Elser (Oliver Hirschbiegel)
- 2016: Vor der Morgenröte (Maria Schrader)
- 2016: Toni Erdmann (Maren Ade)
- 2016: Willkommen bei den Hartmanns (Simon Verhoeven)
- 2017: 3 Tage in Quiberon (Emily Atef)
- 2017: Gundermann (Andreas Dresen)
- 2017: Werk ohne Autor (Florian Henckel von Donnersmarck)
- 2017: Aus dem Nichts (Fatih Akin)
- 2018: Der Junge muss an die frische Luft (Caroline Link)
- 2018: Der goldene Handschuh (Fatih Akin)
- 2018: Sweethearts (Karoline Herfurth)
- 2018: Trautmann (Marcus H. Rosenmüller)
- 2018: Deutschstunde (Christian Schwochow)
- 2018: Der Club der singenden Metzger (Uli Edel)
- 2019: Das perfekte Geheimnis (Bora Dagtekin)
- 2019: Lindenberg! Mach dein Ding (Hermine Huntgeburth)
- 2019: Undine (Christian Petzold)
- 2019: Sløborn (Christian Alvart, Adolfo J. Kolmerer)
- 2019: Unorthodox (Maria Schrader)
- 2019: Das Damengambit (Scott Frank)
- 2020: Ku’damm 63 (Sabine Bernardi)
- 2020: Große Freiheit (Sebastian Meise)
- 2020: Der Palast (Uli Edel)
- 2020: München – Im Angesicht des Krieges (Christian Schwochow)
- 2020: Wir Kinder vom Bahnhof Zoo (Philipp Kadelbach)
- 2020: Fabian oder Der Gang vor die Hunde (Dominik Graf)
- 2020: Schachnovelle (Philipp Stölzl)
- 2020: Wunderschön (Karoline Herfurth)
- 2021: Rabiye Kurnaz vs. George W. Bush (Andreas Dresen)
- 2021: Honecker und der Pastor (Jan Josef Liefers)
- 2021: Ich bin Sophie Scholl (Tom Lass)
- 2021: Spencer (Pablo Larraín)
- 2021: Die Kaiserin (Katrin Gebbe, Florian Cossen)
- 2021: 1899 (Baran bo Odar)
- 2021: Eldorado KaDeWe – Jetzt ist unsere Zeit (Julia von Heinz)
- 2021: The French Dispatch (Wes Anderson)
- 2021: Sisi (Sven Bohse)
- 2022: Asbest (Kida Khodr Ramadan)
- 2023: Oderbruch (Christian Alvart)
- 2023: Deutsches Haus (Isa Prahl, Randa Chahoud)
- 2023: Poor Things (Giorgos Lanthimos)
- 2023: The Zone Of Interest (Jonathan Glazer)
- 2024: Chantal im Märchenland (Bora Dagtekin)